# Slyrs

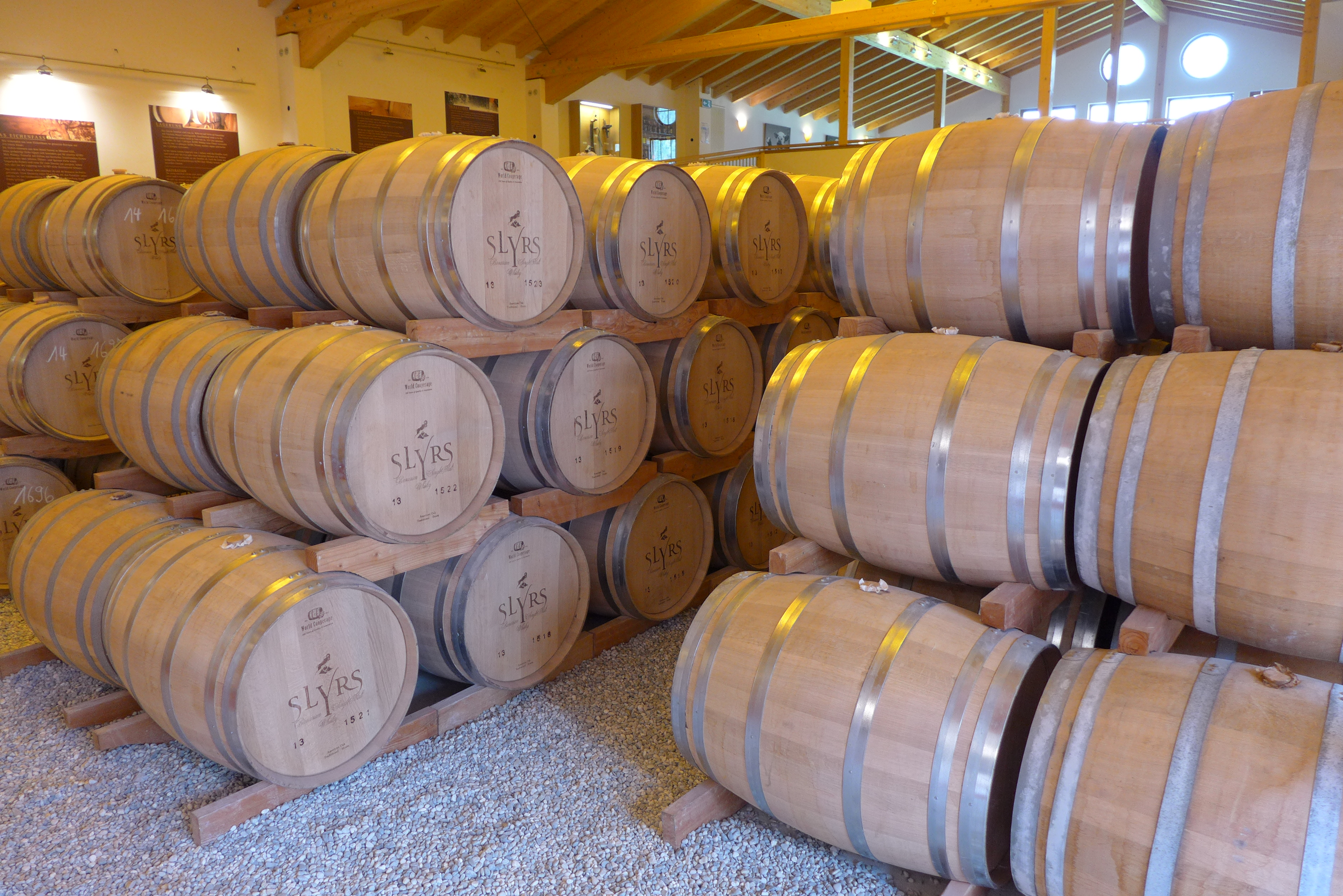
Fasslager

Slyrs Bavarian Single Malt Whisky des Jahrgangs 2005

Slyrs [ˈʃliːɐ̯s] ist eine Destillerie für Whisky in Schliersee im bayerischen Oberland. Sie ist der größte Single-Malt-Hersteller Deutschlands.

## Name
Der Name Slyrs leitet sich von Slyrse ab, dem altbairischen Namen für den Schliersee und das gleichnamige Kloster.

## Geschichte
Die Destillerie im Ortsteil Neuhaus wurde 1999 von Florian Stetter gegründet, der Brauer und Mälzer gelernt hat.
Die Idee, einen bayerischen Whisky herzustellen kam Stetter im Jahr 1994. Der gelernte Brauer und Destillateurmeister unternahm mit seinen Meisterkollegen eine Studienreise nach Schottland. Dort inspirierten ihn die Parallelen zwischen der bayerischen und schottischen Landschaft und den Charaktereigenschaften der Landsleute zu dieser Vision. 
1999 wurde in der Destillerie Lantenhammer, damals noch in Schliersee, der erste SLYRS Single Malt Whisky destilliert. Im selben Jahr begann der heutige Geschäftsführer und Master Distiller Hans Kemenater dort seine Ausbildung zum Destillateur. Nach 3 Jahren Reifung kam die erste Abfüllung SLYRS im Jahr 2002, limitiert auf 1000 Flaschen, auf den Markt.
Im Jahre 2006 wurde die SLYRS Whisky Destillerie in Neuhaus am Schliersee errichtet – der komplette Herstellungsprozess erfolgt seitdem im eigenen Haus. 2016 wurde die Destillerie um eine weitere Fasshalle, Shop und Visitor Center sowie die SLYRS Caffee & Lunchery als Gastronomie für Frühstück, Mittagessen, Feiern und Events erweitert.
Vor Ort werden zudem Führungen, Besichtigungen in Eigenregie und Verkostungen angeboten. Dieses Angebot haben im Jahr 2019 circa 50.000 Personen wahrgenommen.
Im Dezember 2014 wurde auf dem Berg Stümpfling in 1501 Meter Höhe ein neu gebautes Lager eingeweiht, das bis zu 40 Fässer zu je 225 Liter fasst. Unter den besonderen klimatischen Bedingungen soll der hier gelagerte Whisky einen anderen Geschmack entwickeln als der im Tal gelagerte.

## Produktion
Slyrs Bavarian Single Malt Whisky wird im Pot-Still-Verfahren zweifach in Kupferkesseln mit 1500 l Inhalt destilliert und in Barrique-Fässern aus amerikanischer Weißeiche mit 225 l Volumen gelagert. Seit Ende März 2013 wird auch eine Sherry Edition (no. 1) mit in Sherry-Fässern (Pedro Ximénez und Oloroso) gelagertem Whisky angeboten.
Mit Stand August 2014 werden in der Brennerei 70.000 Liter Whisky pro Jahr produziert.
Als Rohstoff dient Gerstenmalz, das zum Teil mit Buchenholz geräuchert wird. Die Maischen werden geschrotet, gemaischt, geläutert und mit Hefe vergoren.
Braumeister der Slyrs-Destillerie ist Hans Kemenater.

## Produkte

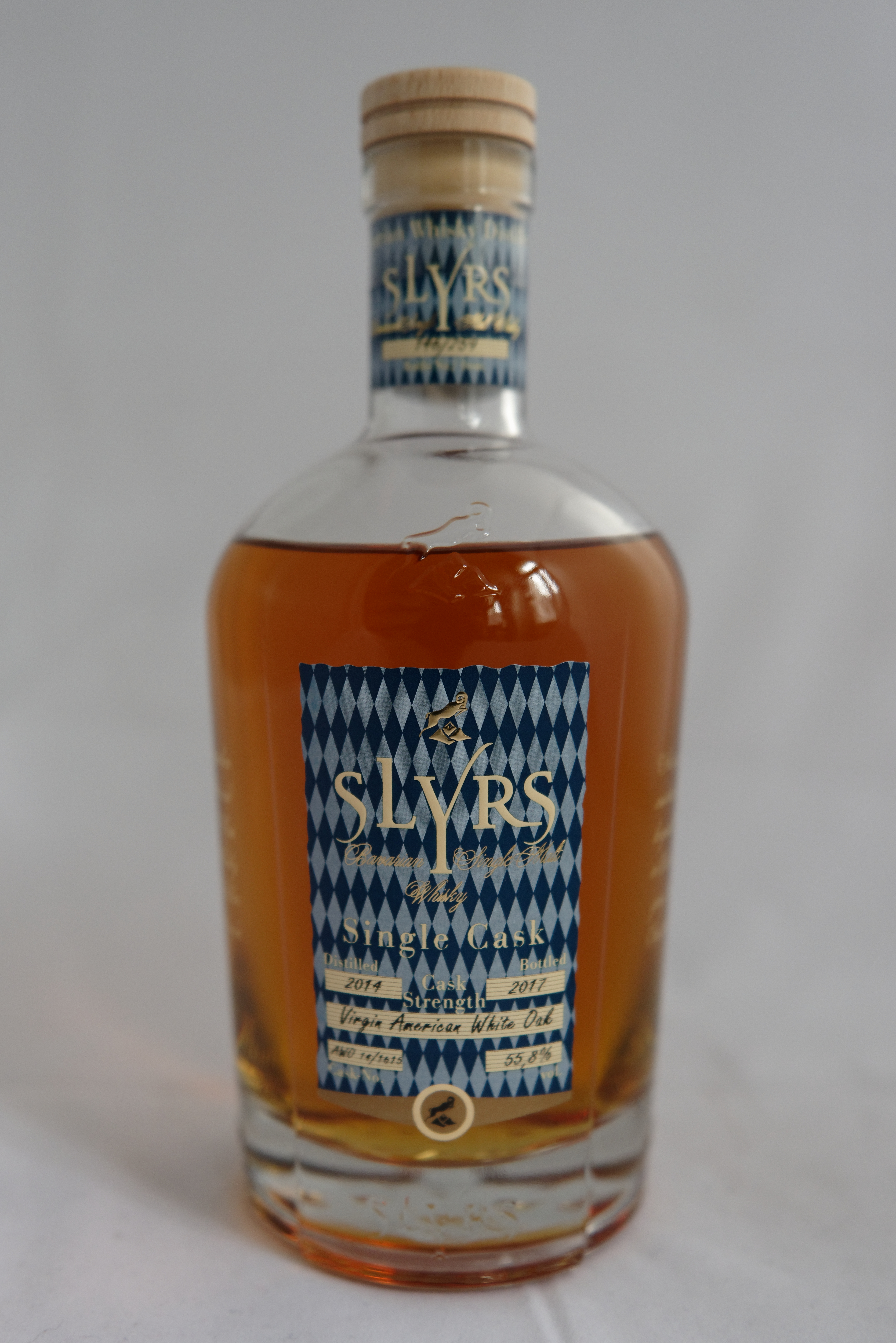
Slyrs Single Cask, 55,8 vol, 3 Jahre

Der  43%ige Single Malt ist, mit Wasser auf 30 % verdünnt, mit Honig und Karamell gesüßt und mit Vanille abgeschmeckt, zugleich Basis für einen Whisky-Liqueur. Sonderabfüllungen wie etwa Slyrs Fassstärke, PX oder Oloroso sind vereinzelt seit 2012 verfügbar. Seit 2015 wird auch ein zwölfjähriger Whisky angeboten. Seit Juni 2020 gibt es zudem eine Rye-Variante.
Als ein weiteres Produkt der Slyrs Destillerie, gibt es seit geraumer Zeit eine „FC Bayern München Edition“. Diese wird nach dem normalen Brennverfahren zuerst drei Jahre in Fässern aus neuer Amerikanischer Weißeiche und dann sechs Monate lang in Weissbierfässern gelagert.

## Rezeption
Slyrs wird in der Fachliteratur folgendermaßen bewertet:

“SLYRS Bavarian Single Malt, 43 vol. COLOUR Pale orange. NOSE Pastry, doughball. With time, jasmine. Fresh flowers. Fudge. BODY Pleasant, medium, soft. PALATE Cherry lozenge. Tinned fruit. Candy sweets. Sweet cake mix, then some late spices. FINISH Medium-sweet, with a very different but enjoyable cough sweet conclusion. SCORE 83.”

Im Jahr 2014 wurde der Slyrs PX Finishing vom Whisky Magazine als bester (kontinental-)europäischer Single Malt mit dem Gold Award ausgezeichnet, der Slyrs Oloroso Finishing erhielt die Bronzemedaille. Im darauf folgenden Jahr erzielte der SLYRS Bavarian Single Malt Whisky den ersten Preis in der Kategorie Best European Single Malt 12 Years and Under.